# بيمبيني
بيمبيني هي قرية تقع في جزيرة أنجوان في جزر القمر. بلغ عدد سكانها 1,276 نسمة حسب إحصاء عام 1991. و2,247 في تقدير عام 2009.